# Joint Task Force (Nigeria)
Die Joint Task Force (kurz: JTF) ist eine militärische Einheit aus Nigeria.
Sie wurde 2003 aus Sektionen der nigerianischen Armee, Navy and Air-Force gegründet um bewaffnete Rebellengruppen im Konflikt im Nigerdelta zu bekämpfen. Seit 2008 wird die Einheit von Wuyep Rimtip kommandiert.

## Geschichte
Nach Angaben von Amnesty International verübte eine Joint Task Force am 19. Februar 2005 einen Überfall auf die Gemeinde von Odioma. Dabei tötete sie mindestens siebzehn Menschen und vergewaltigten zwei Frauen.
Am 20. August 2006 wurden von der JTF zehn vermeintliche Mitglieder der Movement for the Emancipation of the Niger Delta (MEND) getötet. In einer E-Mail an Reuters kündigte MEND eine Strafaktion an: "Our response to Sunday's killings will come at our time, but for certain it will not go unpunished." Die zehn getöteten Personen sollen nicht Mitglieder der MEND, sondern einer Delegation gewesen sein, die nach einer erfolgreichen Verhandlung einen am 8. August entführten Shell-Mitarbeiter aus der Geiselhaft befreit hatten. Die Geisel ist vermutlich ums Leben gekommen.
Die JTF startete Anfang Dezember 2010 eine Offensive im Bundesstaat Delta gegen Störungen der Ölförderung. Dabei wurden  bei der Suche nach John Togo im Dorf Ayakoromor zwischen neun und 150 Menschen getötet.
Im Juli 2011 spendete die Regierung elf Autos und Bargeld an die Hinterbliebenen von durch die JTF getöteten Zivilisten in Maiduguri.
Seit Anfang Juli 2011 soll die JTF auch gegen Mitglieder von Boko Haram vorgehen. Laut Angaben von Amnesty International tötete sie dabei 25 Menschen. Es gab 45 Verletzte.
Am 20. Februar 2012 kam es nach mehreren Bombenanschlägen auf einem Fischmarkt in Maiduguri zu einem Gefecht zwischen Kämpfern der Boko Haram und Einheiten der JTF. Laut Hassan Mohammed, Sprecher der JTF, wurden acht Sektenmitglieder getötet und drei Marktverkäufer verletzt. Laut anderen Berichten gab es bis zu 30 Opfer.

## Kommando
- Brigadegeneral Elias Zamani (2003–2006)[2]
- Brigadegeneral Lawrence Ngubane (2006–2008)[2]
- Brigadegeneral Wuyep Rimtip (2008-)[2]